# Synsepalum afzelii
Synsepalum afzelii là một loài thực vật có hoa trong họ Hồng xiêm. Loài này được (Engl.) T.D.Penn. miêu tả khoa học đầu tiên năm 1991.